# Jack O'Connell (calciatore)
Jack William O'Connell (Liverpool, 29 marzo 1994) è un ex calciatore inglese, di ruolo difensore.

## Carriera

### Club
Ha giocato nella prima e nella seconda divisione inglese.

### Nazionale
Ha giocato nelle nazionali giovanili inglesi Under-18 ed Under-19.

## Palmarès

### Club

#### Competizioni nazionali
- Football League One: 1

Sheffield United: 2016-2017